# Ernst Nachmanson
Ernst Nachmanson, född 3 februari 1877, död 4 december 1943, var en svensk klassisk filolog. Han var bror till August och Joseph Nachmanson.
Nachmanson var av judisk börd. Han blev filosofie doktor vid Uppsala universitet 1905, docent i grekiska språket och litteraturen där 1904 och professor i grekiska vid Göteborgs högskola 1919. Nachmanson blev medicine hedersdoktor 1924. Nachmanson framträdde som kännare av sengrekiskt språkbruk med Laute und Formen der magnetischen Inschriften (doktorsavhandling 1904) och Beiträge zur Kenntnis der altgriechischen Volkssprache (1910), som epigrafiker med Historische attische Inschriften (1913) och Historische griechische Inschriften bis auf Alexander den Grossen (1913). Hans senare forskning ledde honom in på den grekiska medicinens område med arbeten som Erotianstudien (1917) och Hippokrates och hans tid (1921). Han beskrev även äldre svensk läkarhistoria i Bidragen till kännedomen om P. G. Cederschjölds liv och verksamhet (1927).